# Сан-Хосе-де-Гуанипа
Сан-Хосе-де-Гуанипа, Эль-Тигрито (исп. San José de Guanipa) — город на северо-востоке Венесуэлы, на территории штата Ансоатеги. Является административным центром муниципалитета Сан-Хосе-де-Гуанипа.

## История
Город был основан 14 ноября 1910 года на месте одного из поселений карибов. В 1972 году город был провозглашён административным центром новообразованного одноимённого муниципалитета.

## Географическое положение
Сан-Хосе-де-Гуанипа расположен в центральной части штата, на правом берегу реки Тигре (бассейн реки Ориноко), вблизи области битуминозных песков Ориноко, на расстоянии приблизительно 138 километров к юго-юго-востоку (SSE) от Барселоны, административного центра штата. Абсолютная высота — 252 метра над уровнем моря.

## Климат
Климат города характеризуется как тропический, с сухой зимой и дождливым летом (Aw в классификации климатов Кёппена). Среднегодовое количество атмосферных осадков — 1085 мм. Наименьшее количество осадков выпадает в марте (6 мм), наибольшее количество — в августе (199 мм). Средняя годовая температура составляет 26,4 °C.

## Население
По данным Национального института статистики Венесуэлы, численность населения города в 2013 году составляла 84 526 человек.

## Транспорт
Через город проходит национальная автомагистраль . Ближайший аэропорт расположен в городе Сан-Томе.